# 風景の足跡
『風景の足跡』（ふうけいのあしあと）は、2017年4月4日からテレビ東京で放送されている教養番組である。大塚商会の一社提供。
毎回日本国内外にある歴史的建築物を1つ取り上げ、その周囲の風景が過去に何をきっかけにして生まれ変わったのかを紹介しているミニ番組。ナレーターは上白石萌音が務めている。
元はテレビ東京のみで放送のローカル番組であったが、2021年4月に放送日時を変更してからは他のテレビ東京系列局でも放送されている。また、ネットもテレ東とTVerでの配信も行われている。
番組内で使用されているBGMは、1985年の映画『セント・エルモス・ファイアー』のテーマソングとしてデイヴィッド・フォスターが作曲した「Love Theme from St. Elmo's Fire」（日本名：セント・エルモス・ファイアー 愛のテーマ）である。

## 放送時間・内容
いずれも日本標準時。
- 火曜 22:54 - 23:00（2017年4月4日 - 2021年3月23日）
- 火曜 22:58 - 23:06（2021年3月30日）
- 金曜 22:54 - 23:00（2021年4月2日 - ）

### 2017年
| 回  | 放送日   | サブタイトル                                     |
| --- | -------- | ------------------------------------------------ |
| 001 | 04月04日 | 万世橋 篇                                        |
| 002 | 04月11日 | 京都府伊根町舟屋 篇                              |
| 003 | 04月18日 | 福岡県北九州市・小倉城 篇                        |
| 004 | 04月25日 | 福岡県飯塚市・旧伊藤伝右衛門邸 篇                |
| 005 | 05月02日 | 埼玉県川越市・小江戸 川越 篇                     |
| 006 | 05月09日 | 福島県福島市・花見山公園 篇                      |
| 007 | 05月16日 | 千葉県銚子市・犬吠埼灯台 篇                      |
| 008 | 05月23日 | 山梨県北杜市・旧津金学校 篇                      |
| 009 | 05月30日 | 東京都北区・旧古河庭園 篇                        |
| 010 | 06月06日 | 東京都文京区・求道学舎 篇                        |
| 011 | 06月13日 | 群馬県安中市・碓氷第三橋梁 篇                    |
| 012 | 06月20日 | 東京都千代田区・赤坂プリンス クラシックハウス 篇 |
| 013 | 06月27日 | 千葉県・いすみ鉄道 篇                            |
| 014 | 07月04日 | 横浜・日本郵船 氷川丸 篇                         |
| 015 | 07月11日 | 安曇野市・水車小屋 篇                            |
| 016 | 07月18日 | 岩手県・奇跡の一本松 篇                          |
| 017 | 07月25日 | 栃木県宇都宮市・大谷資料館 篇                    |
| 018 | 08月01日 | 神奈川県横浜市・ホテルニューグランド 篇          |
| 019 | 08月08日 | 茨城県北茨城市・六角堂 篇                        |
| 020 | 08月15日 | 東京都新宿区・市ヶ谷記念館 篇                    |
| 021 | 08月22日 | 長野県・雷滝 篇                                  |
| 022 | 08月29日 | 神奈川県横浜市・三溪園 篇                        |
| 023 | 09月05日 | 神奈川県箱根町・箱根関所 篇                      |
| 024 | 09月12日 | 東京都文京区根津・下町の長屋 篇                  |
| 025 | 09月19日 | 多摩川 篇                                        |
| 026 | 09月26日 | 新潟県旧山古志村 棚池                            |
| 027 | 10月03日 | 東京都港区赤坂 迎賓館赤坂離宮 彩鸞の間 篇        |
| 028 | 10月10日 | 東京都港区赤坂 迎賓館赤坂離宮 羽衣の間 篇        |
| 029 | 10月17日 | 千葉県君津市 亀岩の洞窟 篇                       |
| 030 | 10月24日 | 兵庫県西宮市・甲子園会館 篇                      |
| 031 | 10月31日 | 兵庫県神戸市                                     |
| 032 | 11月07日 | 徳島県 旧東祖谷山村・茅葺き屋根の古民家 篇       |
| 033 | 11月14日 | 茨城県水戸市・千波湖 篇                          |
| 034 | 11月21日 | 新潟県旧山古志村・山古志闘牛場 篇                |
| 035 | 11月28日 | 徳島県神山町・子どもたちのいる風景 篇            |
| 036 | 12月05日 | 徳島県上勝町・葉っぱビジネス 篇                  |
| 037 | 12月12日 | 岐阜県白川村・白川郷 篇                          |
| 038 | 12月19日 | 神奈川県清川村・宮ヶ瀬ダム 篇                    |
| 039 | 12月26日 | 岡山県吹屋・ベンガラの里 篇                      |

### 2018年
| 回  | 放送日   | サブタイトル                                  |
| --- | -------- | --------------------------------------------- |
| 040 | 01月09日 | 岡山県新見市・満奇洞 篇                       |
| 041 | 01月16日 | 新潟県阿賀野市・瓢湖 篇                       |
| 042 | 01月23日 | 神奈川県横浜市・横浜市開港記念会館 篇         |
| 043 | 01月30日 | 石川県輪島市・白米千枚田 篇                   |
| 044 | 02月06日 | 東京都丸の内・三菱一号館 篇                   |
| 045 | 02月13日 | 秋田県・鶴の湯温泉 篇                         |
| 046 | 02月20日 | 広島県広島市・JR可部線 篇                     |
| 047 | 02月27日 | 東京都港区・旧新橋停車場 篇                   |
| 048 | 03月06日 | 秋田県・康楽館 篇                             |
| 049 | 03月13日 | 兵庫県・明石市立天文科学館 篇                 |
| 050 | 03月20日 | 静岡県賀茂郡河津町・河津桜 篇                 |
| 051 | 03月27日 | 東京都荒川・荒川ロックゲート 篇               |
| 052 | 04月03日 | 東京都銀座・歌舞伎座 篇                       |
| 053 | 04月10日 | 茨城県・ヘッドランド 篇                       |
| 054 | 04月17日 | 静岡県島田市 大井川本線のＳＬ 篇              |
| 055 | 04月24日 | 東京・日本橋 福徳神社 篇                      |
| 056 | 05月01日 | 京都府・滋賀県 琵琶湖疏水 篇                  |
| 057 | 05月08日 | 大阪府 太陽の塔 篇                            |
| 058 | 05月15日 | 東京都上野 国立国会図書館 国際子ども図書館 篇 |
| 059 | 05月22日 | 静岡県西伊豆 石部の棚田 篇                    |
| 060 | 05月29日 | 長野県南木曽町 桃介橋 篇                      |
| 061 | 06月05日 | 栃木県日光市 杉並木街道 篇                    |
| 062 | 06月12日 | 栃木県足利市 あしかがフラワーパークの大藤 篇  |
| 063 | 06月19日 | 東京都港区白金台 東京都庭園美術館 篇          |
| 064 | 06月26日 | 群馬県高崎市 高崎白衣大観音 篇                |
| 065 | 07月03日 | 長野県上高地 上高地帝国ホテル 篇              |
| 066 | 07月10日 | 東京都檜原村 旧小林家住宅 篇                  |
| 067 | 07月17日 | 東京都御茶ノ水 東京復活大聖堂 篇              |
| 068 | 07月24日 | 大阪府大阪市 ミライザ大阪城 篇                |
| 069 | 07月31日 | 秋田県小坂町 小坂鉄道レールパーク 篇          |
| 070 | 08月07日 | 岡山県美作市 上山集落の棚田 篇                |
| 071 | 08月14日 | 岡山県美咲町 柵原鉱山 篇                      |
| 072 | 08月21日 | 高知県高岡郡 仁淀川 篇                        |
| 073 | 08月28日 | 埼玉県行田市 田んぼアート 篇                  |
| 074 | 09月04日 | 愛媛県宇和島市 木屋旅館 篇                    |
| 075 | 09月11日 | 長野県軽井沢町 白糸の滝 篇                    |
| 076 | 09月18日 | 京都府京都市右京区 仁和寺 篇                  |
| 077 | 09月25日 | 東京都小金井市 江戸東京たてもの園 篇          |
| 078 | 10月02日 | 群馬県猿ヶ京温泉 猿ヶ京小学校 篇              |
| 079 | 10月09日 | 埼玉県深谷市 七ツ梅酒造跡 篇                  |
| 080 | 10月16日 | 兵庫県篠山市 集落丸山 篇                      |
| 081 | 10月23日 | 岐阜県飛騨市 旧神岡鉄道 篇                    |
| 082 | 10月30日 | 北海道積丹町 神威岬 篇                        |
| 083 | 11月06日 | 北海道美瑛町 青い池 篇                        |
| 084 | 11月13日 | 茨城県ひたちなか市 国営ひたち海浜公園 篇      |
| 085 | 11月20日 | 北海道美深町 トロッコ王国 篇                  |
| 086 | 11月27日 | 静岡県三島市 三島スカイウォーク 篇            |
| 087 | 12月04日 | 新潟県十日町市 清津峡渓谷トンネル 篇          |
| 088 | 12月11日 | 茨城県常陸太田市 竜神大吊橋 篇                |
| 089 | 12月18日 | 東京都品川区 目黒川 篇                        |
| 090 | 12月20日 | 富山県富山市 富山地方鉄道 篇                  |
| 091 | 12月25日 | 群馬県草津町 草津温泉湯畑 篇                  |

### 2019年
| 回  | 放送日   | サブタイトル                                         |
| --- | -------- | ---------------------------------------------------- |
| 092 | 01月08日 | 東京都文京区 東洋文庫ミュージアム 篇                 |
| 093 | 01月15日 | 埼玉県入間市 ジョンソンタウン 篇                     |
| 094 | 01月22日 | 茨城県日立市 日立駅 篇                               |
| 095 | 01月29日 | 埼玉県和光市 FILMS和光 篇                            |
| 096 | 02月05日 | 滋賀県大津市 商店街ホテル 講 大津百町 篇             |
| 097 | 02月12日 | 東京大手町 大手町牧場 篇                             |
| 098 | 02月19日 | 新潟県妙高市 赤倉観光ホテル 篇                       |
| 099 | 02月26日 | 東京都世田谷区 都立祖師谷公園 篇                     |
| 100 | 03月05日 | 長野県富士見町 富士見 森のオフィス 篇                |
| 101 | 03月12日 | 神奈川県箱根町 箱根ラリック美術館 篇                 |
| 102 | 03月19日 | 大阪府中央区 堺筋倶楽部 篇                           |
| 103 | 03月26日 | 広島県中区 おりづるタワー 篇                         |
| 104 | 04月02日 | 福岡県北九州市 JR門司港駅 篇                         |
| 105 | 04月09日 | 福岡県北九州市 北九州の工場夜景 篇                   |
| 106 | 04月16日 | 愛知県常滑市 中部国際空港 篇                         |
| 107 | 04月23日 | 岩手県平泉 毛越寺通り 篇                             |
| 108 | 04月30日 | 東京都立川市 国営昭和記念公園 篇                     |
| 109 | 05月07日 | 東京都台東区 上野桜木あたり 篇                       |
| 110 | 05月14日 | 埼玉県飯能市 ムーミンバレーパーク 篇                 |
| 111 | 05月21日 | 千葉県浦安市 舞浜駅 篇                               |
| 112 | 05月28日 | 滋賀県大津市 びわ湖バレイ 篇                         |
| 113 | 06月04日 | 埼玉県秩父市 羊山公園 篇                             |
| 114 | 06月11日 | 香川県高松市 高松丸亀町商店街 篇                     |
| 115 | 06月25日 | 東京都千代田区 大手町の森 篇                         |
| 116 | 07月02日 | 瀬戸内海 ガンツウ 篇                                 |
| 117 | 07月09日 | 新潟県南魚沼市 牧之通り 篇                           |
| 118 | 07月16日 | 宮崎県高千穂 高千穂あまてらす鉄道 篇                 |
| 119 | 07月23日 | 栃木県那須町 石の美術館 篇                           |
| 120 | 07月30日 | 福岡県福岡市 マリゾン 篇                             |
| 121 | 08月06日 | 大阪府貝塚市 奥貝塚彩の谷 農業庭園たわわ 篇          |
| 122 | 08月13日 | 東京・上野 2k540 AKI-OKA ARTISAN 篇                  |
| 123 | 08月20日 | 山梨県富士河口湖町 いやしの里 根場 篇                |
| 124 | 08月27日 | 青森県鶴田町 鶴の舞橋 篇                             |
| 125 | 09月03日 | 栃木県那須町 アートビオトープ那須 篇                 |
| 126 | 09月10日 | 京都市中京区 京都国際マンガミュージアム 篇           |
| 127 | 09月17日 | 東京都東久留米市 落合川 篇                           |
| 128 | 09月24日 | 茨城県つくば市 つくば霞ヶ浦りんりんロード 篇         |
| 129 | 10月01日 | 新潟県十日町 大棟山美術博物館 篇                     |
| 130 | 10月08日 | 静岡県川根本町 奥大井湖上駅 篇                       |
| 131 | 10月15日 | 愛媛県大三島 大三島 憩の家 篇                        |
| 132 | 10月22日 | 愛媛県大島 亀老山展望公園 篇                         |
| 133 | 10月29日 | 山形県鶴岡市 スタジオセディック庄内オープンセット 篇 |
| 134 | 11月05日 | 兵庫県朝来市 旧木村酒造場EN 篇                       |
| 135 | 11月12日 | 兵庫県神戸市 フロインドリーブ 篇                     |
| 136 | 11月19日 | 埼玉県草加市 ハラッパ団地 篇                         |
| 137 | 11月26日 | 佐賀県唐津市 環境芸術の森 篇                         |
| 138 | 12月03日 | 京都府京都市右京区 嵐山駅 篇                         |
| 139 | 12月10日 | 愛知県名古屋市 ノリタケの森 篇                       |
| 140 | 12月17日 | 佐賀県吉野ヶ里町 吉野ヶ里歴史公園 篇                 |
| 141 | 12月24日 | 岐阜県岐阜市 美殿町商店街 篇                         |

### 2020年
| 回  | 放送日   | サブタイトル                                 |
| --- | -------- | -------------------------------------------- |
| 142 | 01月07日 | 高知県高知市 高知城 篇                       |
| 143 | 01月14日 | 東京都上野 ROUTE89 BLDG. 篇                  |
| 144 | 01月21日 | 高知県四万十市 土佐くろしお鉄道 中村駅 篇    |
| 145 | 01月28日 | 三重県亀山市 関中学校 篇                     |
| 146 | 02月04日 | 山形県中山町 ほんわ館 篇                     |
| 147 | 02月11日 | 神奈川県横浜市鶴見区 横浜火力発電所 篇       |
| 148 | 02月18日 | 山形県尾花沢市 銀山温泉 篇                   |
| 149 | 02月25日 | 東京都新宿区 サナギ新宿 篇                   |
| 150 | 03月03日 | 千葉県鋸南町 道の駅 保田小学校 篇            |
| 151 | 03月10日 | 東京都大田区 THE HANEDA HOUSE 篇             |
| 152 | 03月17日 | 愛知県名古屋市 オアシス21 篇                 |
| 153 | 03月24日 | 東京都立川市 ふじようちえん 篇               |
| 154 | 03月31日 | 兵庫県姫路市 旧逓信省姫路電信局別館 篇       |
| 155 | 04月07日 | 千葉県市原市 小湊鐵道沿線の菜の花 篇         |
| 156 | 04月14日 | 奈良県天理市 天理駅前広場 篇                 |
| 157 | 04月21日 | 東京都新宿区 小笠原伯爵邸 篇                 |
| 158 | 04月28日 | 山梨県富士河口湖町 富士大石ハナテラス 篇     |
| 159 | 05月05日 | 東京都千代田区 神田明神 篇                   |
| 160 | 05月12日 | 山梨県甲府市 甲州夢小路 篇                   |
| 161 | 05月19日 | 京都府伊根町 舟屋 篇                         |
| 162 | 05月26日 | 福岡県北九州市 小倉城 篇                     |
| 163 | 06月02日 | 東京都白金 旧公衆衛生院 篇                   |
| 164 | 06月09日 | 東京都港区 伝統文化交流館 篇                 |
| 165 | 06月16日 | 東京都港区 ホテルICHINICHI 篇                |
| 166 | 06月23日 | 東京都北区 北区立中央図書館 篇               |
| 167 | 06月30日 | 東京都台東区 快哉湯 篇                       |
| 168 | 07月07日 | 神奈川県横浜市中区 ラ・バンク・ド・ロア 篇   |
| 169 | 07月14日 | 静岡県熱海市 アカオハーブ＆ローズガーデン 篇 |
| 170 | 07月21日 | 神奈川県横浜市西区 旧横浜中央郵便局別館 篇   |
| 171 | 07月28日 | 静岡県伊豆の国市 富士見テラス 篇             |
| 172 | 08月04日 | 京都市下京区 京都鉄道博物館 篇               |
| 173 | 08月11日 | 東京都品川区 荏の花温泉跡 篇                 |
| 174 | 08月18日 | 神奈川県大磯町 大磯プリンスホテル 篇         |
| 175 | 08月25日 | 福島県鏡石町 岩瀬牧場 篇                     |
| 176 | 09月01日 | 岩手県西和賀町 湯田貯砂ダム 篇               |
| 177 | 09月08日 | 大阪府大阪市浪速区 髙島屋東別館 篇           |
| 178 | 09月15日 | 東京都新宿区 新宿住友ビル 三角広場 篇        |
| 179 | 09月22日 | 東京都 隅田川橋梁 篇                         |
| 180 | 09月29日 | 群馬県太田市 太田市美術館・図書館 篇         |
| 181 | 10月06日 | 神奈川県箱根町 富士屋ホテル 篇               |
| 182 | 10月13日 | 群馬県富岡市 富岡商工会議所 篇               |
| 183 | 10月20日 | 東京都新宿区 東京おもちゃ美術館 篇           |
| 184 | 10月27日 | 和歌山県伊都郡 高野下駅 篇                   |
| 185 | 11月03日 | 東京都港区 THE PLACE of TOKYO 篇             |
| 186 | 11月10日 | 山梨県富士吉田市 FUJIHIMURO 篇               |
| 187 | 11月17日 | 大阪府東大阪市 SEKAI HOTEL 篇                |
| 188 | 11月24日 | ほぼ新宿のれん街 渋谷区千駄ヶ谷              |
| 189 | 12月01日 | 京都・嵐山 星のや京都 篇                     |
| 190 | 12月08日 | 山梨・甲州市 勝沼トンネルワインカーヴ 篇     |
| 191 | 12月15日 | 三重県志摩市 横山天空カフェテラス            |
| 192 | 12月22日 | 大阪府大阪市港区 GLION MUSEUM 篇             |

### 2021年
| 回  | 放送日   | サブタイトル                                          |
| --- | -------- | ----------------------------------------------------- |
| 193 | 01月05日 | 京都府京都市下京区 Nazuna 京都 椿通 篇                |
| 194 | 01月12日 | 栃木県宇都宮市 石の蔵 篇                              |
| 195 | 01月19日 | 栃木県宇都宮市 栃木市役所 篇                          |
| 196 | 01月26日 | 山形県山形市・水の町屋 七日町御殿堰                   |
| 197 | 02月02日 | 東京千代田区 日比谷OKUROJI 篇                         |
| 198 | 02月09日 | 長野県飯田市 天龍峡大橋 篇                            |
| 199 | 02月16日 | 神奈川県鎌倉市 CHOCOLATE BANK 篇                      |
| 200 | 02月23日 | 神奈川県足柄下郡箱根町 早雲山駅 篇                    |
| 201 | 03月02日 | 千葉県香取市 佐原商家町ホテルNIPPONIA 篇              |
| 202 | 03月09日 | 神奈川県横浜市みなとみらい ドックヤードガーデン 篇    |
| 203 | 03月16日 | 東京都江東区 LYURO 東京清澄 by THE SHARE HOTELS 篇    |
| 204 | 03月23日 | 神奈川県横浜市鶴見区 HandiHouse project 篇            |
| 205 | 03月30日 | 岡山県真庭市 真庭市立中央図書館                       |
| 206 | 04月02日 | 神奈川県三浦郡葉山町 葉山加地邸 篇                    |
| 207 | 04月09日 | 兵庫県美方郡香美町 余部鉄橋 篇                        |
| 208 | 04月16日 | 群馬県桐生市 ベーカリーカフェ レンガ 篇               |
| 209 | 04月23日 | 京都市東山区 ザ・ホテル青龍 京都清水 篇               |
| 210 | 04月30日 | 神奈川県足柄下郡箱根町 箱根ドールハウス美術館 篇      |
| 211 | 05月07日 | 神奈川県鎌倉市 萬屋本店 篇                            |
| 215 | 05月14日 | 愛媛県大洲市 大洲城 篇                                |
| 213 | 05月21日 | 東京都青梅市 シネマネコ 篇                            |
| 214 | 05月28日 | 東京都千代田区 kudan house 篇                         |
| 215 | 06月04日 | 東京都品川区 PETALS TOKYO 篇                          |
| 216 | 06月11日 | 神奈川県小田原市 小田原文化財団 江之浦測候所 篇       |
| 217 | 06月18日 | 静岡県伊東市 小室山リッジウォーク MISORA 篇           |
| 218 | 06月25日 | 栃木県那珂川町 飯塚邸 篇                              |
| 219 | 07月02日 | 東京都国立市 旧国立駅舎 篇                            |
| 220 | 07月09日 | 神奈川県鎌倉市 北条SANCI 篇                           |
| 221 | 07月16日 | 長野県白馬村 白馬マウンテンビーチ 篇                  |
| 222 | 07月23日 | 岐阜県多治見市 虎渓用水広場 篇                        |
| 223 | 07月30日 | 広島県尾道市 みはらし亭 篇                            |
| 224 | 08月06日 | 広島県尾道市 ONOMICHI U2 篇                           |
| 225 | 08月13日 | 長野県長野市 ぱてぃお大門 蔵楽庭 篇                   |
| 226 | 08月20日 | 長野県松本市 松本本箱 篇                              |
| 227 | 08月27日 | 東京都港区 GOOD OFFICE 新橋 篇                        |
| 228 | 09月03日 | 東京都墨田区 -両国- 江戸NOREN 篇                      |
| 229 | 09月10日 | 神奈川県鎌倉市 鎌倉古今 篇                            |
| 230 | 09月17日 | 埼玉県比企郡小川町 コワーキングロビーNESTo 篇         |
| 231 | 09月24日 | 長野県北佐久郡軽井沢町 軽井沢レイクガーデン 篇        |
| 232 | 10月01日 | 東京都府中市 culture house 148ゆめたま 篇             |
| 233 | 10月08日 | 東京都台東区浅草 Stay SAKURA Tokyo 浅草 横綱 Hotel 篇 |
| 234 | 10月15日 | 山梨県北杜市 清里テラス 篇                            |
| 235 | 10月22日 | 東京都葛飾区 亀有香取神社 篇                          |
| 236 | 10月29日 | 山梨県南都留郡山中湖村 ゆいの広場ひらり 篇            |
| 237 | 11月05日 | 島根県大田市 オペラハウス大森座 篇                    |
| 238 | 11月12日 | 青森県弘前市 GOOD OLD HOTEL 篇                        |
| 239 | 11月19日 | 東京都八王子市 高尾駒木野庭園 篇                      |
| 240 | 11月26日 | 島根県出雲市 NIPPONIA 出雲平田 木綿街道 篇            |
| 241 | 12月03日 | 栃木県日光市 英国大使館別荘記念公園 篇                |
| 242 | 12月10日 | 山口県防府市 松崎幼稚園 篇                            |
| 243 | 12月17日 | 神奈川県川崎市 ネイバーズ武蔵中原 篇                  |
| 244 | 12月24日 | 大阪市北区 旧桜宮公会堂 篇                            |

### 2022年
| 回  | 放送日   | サブタイトル                                             |
| --- | -------- | -------------------------------------------------------- |
| 245 | 01月07日 | 山口県長門市 ＳＷＥＥＴ ＡＳ 篇                          |
| 246 | 01月14日 | 長野県小布施町 桝一客殿 篇                               |
| 247 | 01月21日 | 大阪市中央区 五感 北浜本館 篇                            |
| 248 | 01月28日 | 岐阜県不破郡垂井町 垂井町役場 篇                         |
| 249 | 02月04日 | 東京都新宿区 しんえい子ども園もくも 篇                   |
| 250 | 02月11日 | 岩手県遠野市 こども本の森 遠野 篇                        |
| 251 | 02月18日 | 東京都墨田区太平 黄金湯 篇                               |
| 252 | 02月25日 | 神奈川県足柄下郡湯河原町 湯河原惣湯 Books and Retreat 篇 |
| 253 | 03月04日 | 東京都足立区千住 和食 板垣 篇                            |
| 254 | 03月11日 | 神奈川県足柄下郡箱根町 箱根本箱 篇                       |
| 255 | 03月18日 | 東京都八王子市 東京あそびマーレ 篇                       |
| 256 | 03月25日 | 東京都千代田区有楽町 コニカミノルタプラネタリアTOKYO 篇  |
| 257 | 04月01日 | 山梨県北都留郡小菅村 NIPPONIA 小菅 源流の村 篇           |
| 258 | 04月08日 | 東京都江東区有明 SMALL WORLDS TOKYO 篇                   |
| 259 | 04月15日 | 千葉県いすみ市 庄屋の里 古民家たなか 篇                  |
| 260 | 04月22日 | 愛知県名古屋市 中部電力 MIRAI TOWER 篇                   |
| 261 | 04月29日 | 大阪府大阪市此花区 大阪まいしまシーサイドパーク 篇       |
| 262 | 05月06日 | 香川県三豊市 三豊鶴TOJI 篇                               |
| 263 | 05月13日 | 岡山県岡山市 おかやま旧日銀ホール 篇                     |
| 264 | 05月20日 | 京都市下京区 丸福樓 篇                                   |
| 265 | 05月27日 | 大分県豊後高田市 昭和ロマン蔵 篇                         |
| 266 | 06月03日 | 大分県由布市湯布院町 湯布院フローラルヴィレッジ 篇       |
| 267 | 06月10日 | 神奈川県小田原市 Workcation House U 篇                   |
| 268 | 06月17日 | 宮城県刈田郡蔵王町 ゆと森倶楽部 篇                       |
| 269 | 06月24日 | 秋田県由利本荘市 鳥海山木のおもちゃ美術館 篇             |
| 270 | 07月01日 | 兵庫県三木市 別所ゆめ街道サイクリングロード 篇           |
| 271 | 07月08日 | 兵庫県神戸市 ROKKO森の音ミュージアム 篇                  |
| 272 | 07月15日 | 長野県北佐久郡軽井沢町 HOTEL KARUIZAWA CROSS 篇          |
| 273 | 07月22日 | 静岡県島田市 Glamping&Port 結 篇                         |
| 274 | 07月29日 | 神奈川県川崎市 カワスイ 川崎水族館 篇                    |
| 275 | 08月05日 | 栃木県下野市 吉田村VILLAGE 篇                            |
| 276 | 08月12日 | 京都府南丹市美山町 ミヤマテラス 篇                       |
| 277 | 08月19日 | 千葉県柏市 柏の葉アクアテラス 篇                         |
| 278 | 08月26日 | 山梨県山梨市 山梨市役所 篇                               |
| 279 | 09月02日 | 京都市中京区 新風館 篇                                   |
| 280 | 09月09日 | 滋賀県草津市 草津川跡地公園 篇                           |
| 281 | 09月16日 | 福岡県うきは市 うきは酒宿 いそのさわ 篇                  |
| 282 | 09月23日 | 東京都千代田区 大手町ビル 篇                             |
| 283 | 10月07日 | 福岡市東区 INN THE PARK 福岡 篇                          |
| 284 | 10月14日 | 栃木県芳賀郡茂木町 ふみの森もてぎ 篇                     |
| 285 | 10月21日 | 群馬県吾妻郡東吾妻町 吾妻峡レールバイク アガッタン 篇    |
| 286 | 10月28日 | 神奈川県中郡大磯町 OISO CONNECT 篇                       |
| 287 | 11月04日 | 群馬県吾妻郡東吾妻町 東吾妻町役場 篇                     |
| 288 | 11月11日 | 神奈川県足柄下郡箱根町 HakoneHOSTEL1914 篇               |
| 289 | 11月18日 | さいたま市南区 STUDIO make over 武蔵浦和 篇              |
| 290 | 11月25日 | 茨城県久慈郡大子町 大子おやき学校 篇                     |
| 291 | 12月02日 | 静岡県御殿場市 マンテンゲストハウス 篇                   |
| 292 | 12月09日 | 静岡市葵区人宿町 人宿町マート 篇                         |
| 293 | 12月16日 | 東京都豊島区 味楽百貨店 篇                               |
| 294 | 12月23日 | 東京都千代田区 九段会館テラス 篇                         |

### 2023年
| 回  | 放送日   | サブタイトル                                         |
| --- | -------- | ---------------------------------------------------- |
| 295 | 01月06日 | 長野県上水内郡飯綱町 いいづなコネクトWEST 篇         |
| 296 | 01月13日 | 茨城県笠間市 かさま歴史交流館井筒屋 篇               |
| 297 | 01月20日 | 東京都国分寺市 カフェおきもと 篇                     |
| 298 | 01月27日 | 埼玉県川越市 弁天横丁 篇                             |
| 299 | 02月03日 | 千葉県木更津市 エトワ木更津 篇                       |
| 300 | 02月10日 | 静岡県三島市 境川・清住緑地 篇                       |
| 301 | 02月17日 | 長野県岡谷市 小さな泊まれる廻舞台mawari 篇           |
| 302 | 02月24日 | 富山県砺波市 楽土庵 篇                               |
| 303 | 03月03日 | 富山県射水市 内川エリア 篇                           |
| 304 | 03月10日 | 東京都大田区 RICOH 3L 篇                             |
| 305 | 03月17日 | 群馬県桐生市 Temple Hotel 観音院 篇                  |
| 306 | 03月24日 | 埼玉県草加市 シェアアトリエつなぐば 篇               |
| 307 | 03月31日 | 長野県塩尻市 奈良井宿 篇                             |
| 308 | 04月07日 | 静岡県伊東市 ITONOWA 篇                              |
| 309 | 04月14日 | 埼玉県南埼玉郡宮代町 ROCCO 篇                        |
| 310 | 04月21日 | 茨城県かすみがうら市 ゲストハウス 古民家 江口屋 篇   |
| 311 | 04月28日 | 静岡県伊豆市 LOQUAT西伊豆 篇                         |
| 312 | 05月05日 | 長野県木曽郡木曽町 木曽おもちゃ美術館 篇             |
| 313 | 05月12日 | 静岡市駿河区用宗 日本色 篇                           |
| 314 | 05月19日 | 大阪府守口市 守口市立図書館 篇                       |
| 315 | 06月02日 | 兵庫県神戸市 NATURE STUDIO 篇                        |
| 316 | 06月09日 | 静岡県南伊豆町 Izu Cliff House 篇                    |
| 317 | 06月16日 | 茨城県坂東市 坂東市観光交流センター秀緑 篇           |
| 318 | 06月23日 | 神奈川県座間市 ホシノタニ団地 篇                     |
| 319 | 06月30日 | 兵庫県神戸市 ROKKONOMAD 篇                           |
| 320 | 07月07日 | 東京都墨田区 七軒長屋 篇                             |
| 321 | 07月14日 | 兵庫県丹波篠山市 宿場町福住 篇                       |
| 322 | 07月21日 | 千葉県市原市 高滝湖グランピングリゾート 篇           |
| 323 | 07月28日 | 長野県岡谷市 CELLAR RECORDS 篇                       |
| 324 | 08月04日 | 長野県松本市 アルモニービアン 篇                     |
| 325 | 08月11日 | 東京都品川区 SHINAGAWA1930 篇                        |
| 326 | 08月18日 | 山形県酒田市 日和山小幡楼 篇                         |
| 327 | 08月25日 | 茨城県古河市 古河のお休み処 坂長 篇                  |
| 328 | 09月01日 | 山形県酒田市 SAKATANTO 篇                            |
| 329 | 09月08日 | 静岡県伊東市 ISOLA伊豆高原 篇                        |
| 330 | 09月15日 | 兵庫県神戸市 デザイン・クリエイティブセンター神戸 篇 |
| 331 | 09月22日 | 東京都三鷹市 三鷹市星と森と絵本の家 篇               |
| 332 | 09月29日 | 兵庫県淡路市 のじまスコーラ 篇                       |
| 333 | 10月06日 | 神奈川県横浜市 Re桜湯 篇                             |
| 334 | 10月13日 | 茨城県大子町 袋田の滝 篇                             |
| 335 | 10月20日 | さいたま市桜区 「団地キッチン」田島 篇               |
| 336 | 10月27日 | 長崎市出島町 出島 篇                                 |
| 337 | 11月03日 | 静岡県函南町 十国峠展望台 篇                         |
| 338 | 11月10日 | 長崎県平戸市 平戸城CASTLE STAY懐柔櫓 篇              |
| 339 | 11月17日 | 長野県木島平村 道の駅FARMUS木島平 篇                 |
| 340 | 11月24日 | 千葉市中央区 the RECORDS 篇                          |
| 341 | 12月01日 | 名古屋市中区 THE CONDER HOUSE 篇                     |
| 342 | 12月08日 | 長野市若穂保科 ホシナサトマチ 篇                     |
| 343 | 12月15日 | 名古屋市西区 KIWAMISAUNA 篇                          |
| 344 | 12月22日 | 神奈川県伊勢原市 茶寮 石尊 篇                        |

### 2024年
| 回  | 放送日   | サブタイトル                                                 |
| --- | -------- | ------------------------------------------------------------ |
| 345 | 01月05日 | 静岡県西伊豆町 ばすてい 篇                                   |
| 346 | 01月12日 | 東京都台東区 花重谷中茶屋 篇                                 |
| 347 | 01月19日 | 福島県玉川村 森の駅yodge 篇                                  |
| 348 | 01月26日 | 兵庫県姫路市 旧網干銀行 湊倶楽部 篇                          |
| 349 | 02月02日 | 埼玉県川越市 旧大工町長屋 篇                                 |
| 350 | 02月09日 | 兵庫県佐用町 glaminka SAYO 篇                                |
| 351 | 02月16日 | 山梨県都留市 宿ぽっぽや 篇                                   |
| 352 | 02月23日 | 静岡県東伊豆町 SPA・RESORT竜宮の使い 篇                      |
| 353 | 03月01日 | 奈良市登大路町 紫翠 ラグジュアリーコレクションホテル 奈良 篇 |
| 354 | 03月08日 | 茨城県笠間市 庭カフェKULA 篇                                 |
| 355 | 03月15日 | 東京都豊島区 サンシャイン60展望台 てんぼうパーク 篇          |
| 356 | 03月22日 | 茨城県大子町 DAIGO SAUNA 篇                                  |
| 357 | 03月29日 | 福島県会津若松市 七日町通り 篇                               |
| 358 | 04月05日 | 静岡市駿河区 用宗みなと温泉 篇                               |
| 359 | 04月12日 | 大阪府豊中市 1OOORE SCENES 篇                                |
| 360 | 04月19日 | 静岡県牧之原市 MilkyWay Square 篇                            |
| 361 | 04月26日 | 京都市中京区 立誠ガーデン ヒューリック京都 篇                |
| 362 | 05月03日 | 名古屋市東区 旧春田鉄次郎邸 篇                               |
| 363 | 05月10日 | 三重県桑名市 MARUYO HOTEL 篇                                 |
| 364 | 05月17日 | 栃木県那須町 那須ユートピア美野沢アートヴィレッジ 篇         |
| 365 | 05月24日 | 千葉県鋸南町 BOTANICAL POOL CLUB 篇                          |
| 366 | 05月31日 | 千葉県香取市 香取はちさんろく 篇                             |
| 367 | 06月07日 | 栃木県宇都宮市 大谷コネクト 篇                               |
| 368 | 06月14日 | 兵庫県豊岡市 玄武洞公園 篇                                   |
| 369 | 06月21日 | 三重県桑名市 CASA WATARI KUWANA 篇                           |
| 370 | 06月28日 | 群馬県みどり市 蔵人新宇 篇                                   |
| 371 | 07月05日 | 静岡県熱海市 THE HIRAMATSU HOTELS & RESORTS 熱海 篇          |
| 372 | 07月12日 | 東京都目黒区 goodroom residence 学芸大学 篇                  |
| 373 | 07月19日 | 静岡県焼津市 焼津PORTERS 篇                                  |
| 374 | 07月26日 | 東京都東村山市 図書喫茶カンタカ 篇                           |
| 375 | 08月09日 | 静岡市葵区 ビル泊 篇                                         |
| 376 | 08月16日 | 東京都北区 稲荷湯長屋 篇                                     |
| 377 | 08月23日 | 兵庫県丹波篠山市 篠山城下町ホテル NIPPONIA 篇                |
| 378 | 08月30日 | 神奈川県鎌倉市 MOKICHI KAMAKURA 篇                           |
| 379 | 09月06日 | 兵庫県淡路市 SAKIA 篇                                        |
| 380 | 09月13日 | 千葉県流山市 流山本町 篇                                     |
| 381 | 09月20日 | 新潟県弥彦村 59FU 篇                                         |
| 382 | 09月27日 | 茨城県つくば市 筑波山ゲートパーク 篇                         |
| 383 | 10月04日 | 東京都板橋区 板五米店 篇                                     |
| 384 | 10月11日 | 神奈川県鎌倉市 鎌倉 北橋 篇                                  |
| 385 | 10月18日 | 千葉県鴨川市 Naeme Farmers Stand 篇                          |
| 386 | 10月25日 | 長野県東御市 海野宿 篇                                       |
| 387 | 11月01日 | 東京都中央区 BANK 篇                                         |
| 388 | 11月08日 | 石川県観音下町 オーベルジュ オーフ 篇                        |
| 389 | 11月15日 | 東京都江東区 iki Roastery & Eatery 篇                        |
| 390 | 11月22日 | 石川県小松市 三草二木 西圓寺 篇                              |
| 391 | 11月29日 | 秋田県角館町 和のゐ 角館 篇                                  |
| 392 | 12月06日 | 青森県藤崎町 リンゴカ 篇                                     |
| 393 | 12月13日 | 埼玉県川口市 OKS CAMPUS 篇                                   |
| 394 | 12月20日 | 神奈川県横須賀市 いちご よこすかポートマーケット 篇          |
| 395 | 12月27日 | 群馬県富岡市 旧富岡倉庫 篇                                   |

### 2025年
| 回  | 放送日    | サブタイトル                                     |
| --- | --------- | ------------------------------------------------ |
| 396 | 01月10日  | 栃木県那須町 那須高原りんどう湖ファミリー牧場 篇 |
| 397 | 01月17日  | 東京都文京区根津 SENTOビル 篇                    |
| 398 | 01月24日  | 新潟県長岡市 和島トゥー・ル・モンド 篇           |
| 399 | 01月31日  | 長野県佐久市 伝統文化のつた屋 篇                 |
| 400 | 02月07日  | 岩手県平泉町 平泉倶楽部〜FARM&RESORT〜 篇        |
| 401 | 02月14日  | 群馬県安中市 碓氷峠鉄道文化むら 篇               |
| 402 | 02月21日  | 新潟県南魚沼市 里山十帖 THE HOUSE IZUMI 篇       |
| 403 | 02月28日  | 群馬県長野原町 ルオムの森 篇                     |
| 404 | 03月07日  | 京都市下京区 Kaikado Caffe 篇                    |
| 405 | 03月014日 | 滋賀県栗東市 SYMBIOSIS FARM 篇                   |
| 406 | 03月021日 | 東京都青梅市 JIKON SAUNA -TOKYO- 篇              |
| 407 | 03月028日 | 神奈川県横浜市 横浜薬科大学図書館 篇             |
| 408 | 04月04日  | 大阪市南船場 パンとエスプレッソと堺筋倶楽部 篇   |
| 409 | 04月011日 | 石川県金沢市 石川県政記念しいのき迎賓館 篇       |
| 410 | 04月018日 | 三重県四日市市 伝七邸 篇                         |
| 411 | 04月025日 | 石川県金沢市 香林居 篇                           |
| 412 | 05月02日  | 神奈川県川崎市 有馬 槻 篇                        |
| 413 | 05月09日  | 名古屋市中区 24PILLARS 篇                        |
| 414 | 05月016日 | 岐阜県美濃市 NIPPONIA 美濃商家町 篇              |
| 415 | 05月023日 | 埼玉県越谷市 はかり屋 篇                         |
| 416 | 05月030日 | 兵庫県淡路市 滞在型市民農園施設 dots n 篇        |
| 417 | 06月06日  | 宮城県白石市 つりがね庵 篇                       |